# Terézia
A Terézia görög eredetű női név, származása és jelentése azonban bizonytalan. Lehet, hogy vagy az Égei-tengeri Thera (ma Santorini) szigetnek vagy a Kréta melletti Therasia szigetnek, vagy a dél-itáliai Tarasz (Tarentum) városnak a nevéből való. Ebben az esetben a jelentése (e helyről) származó. Más vélemény szerint a jelentése arató, szüretelő; vadásznő.

## Rokon nevek
- Rézi:[1] a Terézia magyar becenevéből önállósult.[3]
- Riza:[1] a Terézia vagy a Róza, Rozália magyar becenevéből önállósult.[2]
- Tereza:[1] a Terézia spanyol eredetű alakváltozata.[2]
- Teréza:[1] a Terézia német eredetű alakváltozata.[2]
- Teri:[1] a Terézia magyar becenevéből önállósult.[2]
- Terka:[1] a Terézia magyar becenevéből önállósult.[2]
- Tessza:[1] a Terézia angol becenevéből önállósult.[2]
- Zia:[1] a -zia végű nevek (elsősorban a Terézia) önállósult beceneve.[4]

Tea, Teréz

## Gyakorisága
Az 1990-es években a Terézia igen ritka, a Rézi, Riza, Tereza, Teréza, Teri, Terka, Tessza és a Zia szórványos név, a 2000-es években nem szerepelnek a 100 leggyakoribb női név között.

## Névnapok
Terézia, Tereza, Teréza, Teri, Terka, Tessza
- március 11.[2]
- június 17.[2]
- július 8.[2]
- augusztus 3.[2]
- október 1.[2]
- október 3.[2]
- október 15.[2]

Rézi
- október 15.[3]

Riza
- március 11.[3]

Zia
- április 17.

## Híres Teréziák, Terik
„Terézia” utónevű személyek szócikkeinek listája a Wikidata alapján
- Dóczy Terézia költőnő
- Erzsébet Terézia lotaringiai hercegnő
- Harangozó Teri énekesnő
- Horváth Teri magyar színésznő
- Mária Terézia magyar királynő, német-római császárné
- Meszlényi Terézia, Kossuth Lajos felesége
- Tordai Teri színésznő